# 小小得月楼
小小得月楼是中華人民共和國一部喜劇電影，於1983年上映。該電影由上海电影制片厂出品，卢萍执导，苏州市滑稽剧团演员和上海滑稽剧团的毛永明出演。該電影講述的是1980年代苏州得月楼饭店团支部书记毛头在旅游点开办「小小得月楼」向顧客提供甫里鸭的故事。影片大部分場景都是在得月樓和蘇州園林中拍攝。影片中出現了許多蘇州景點，而且演員用蘇州話對白，影片沒有字幕。